# Гоголадзе Володимир Омарович
Володимир Омарович Гоголадзе (18 серпня 1966, Тбілісі, Грузинська РСР) — грузинський радянський гімнаст, олімпійський чемпіон 1988 року, заслужений майстер спорту СРСР (1988).

## Спортивні досягнення
| Рік  | Абсолютна | Командне | Вільні вправи | Кінь | Кільця | Опорний стрибок | Бруси | Перекладина |
| ---- | --------- | -------- | ------------- | ---- | ------ | --------------- | ----- | ----------- |
| 1988 | 6 (кв.)   | 1        | 14            | 22   | 18     | 8               | 13    | 15          |

Виступи на чемпіонатах Європи та першостях СРСР:
| Рік  | Першість         | Абсолютна | Командне | Вільні вправи | Кінь | Кільця | Опорний стрибок | Бруси | Перекладина |
| ---- | ---------------- | --------- | -------- | ------------- | ---- | ------ | --------------- | ----- | ----------- |
| 1985 | Чемпіонат Європи | 3         |          |               |      |        |                 | 3     |             |
| 1985 | Чемпіонат СРСР   | 2         |          | 6             |      |        |                 | 4     | 2           |
| 1988 | Чемпіонат СРСР   | 9         |          | 2             | 3    | 3      | 4               | 4     |             |
| 1989 | Чемпіонат СРСР   | 16        |          | 4             | 5    | 7      |                 | 2     |             |

## Біографія
Тренувався у ДЮСШ «Локомотив» у Арнольда Кветеладзе.
Закінчив Тбіліський державний університет, спеціалізувався по економіці.

## Нагороди
- Заслужений майстер спорту СРСР (1988).

## Державні нагороди
- Президентський орден Сяйво (Грузія, 2018)[3]